# مایکلینا واوتر
مایکلینا واوتر (به انگلیسی: Michaelina Wautier)، همچنین ووترز (به انگلیسی: Woutiers)؛ (زاده ۱۶۱۷ درگذشت ۱۶۸۹)، نقاش اهل هلند جنوبی بود. به تازگی آثار او به عنوان یک هنرمند برجسته باروک شناخته شده‌است، آثار او قبلاً به هنرمندان مرد، به ویژه برادرش چارلز نسبت داده شده بود.

## نقاشی‌ها

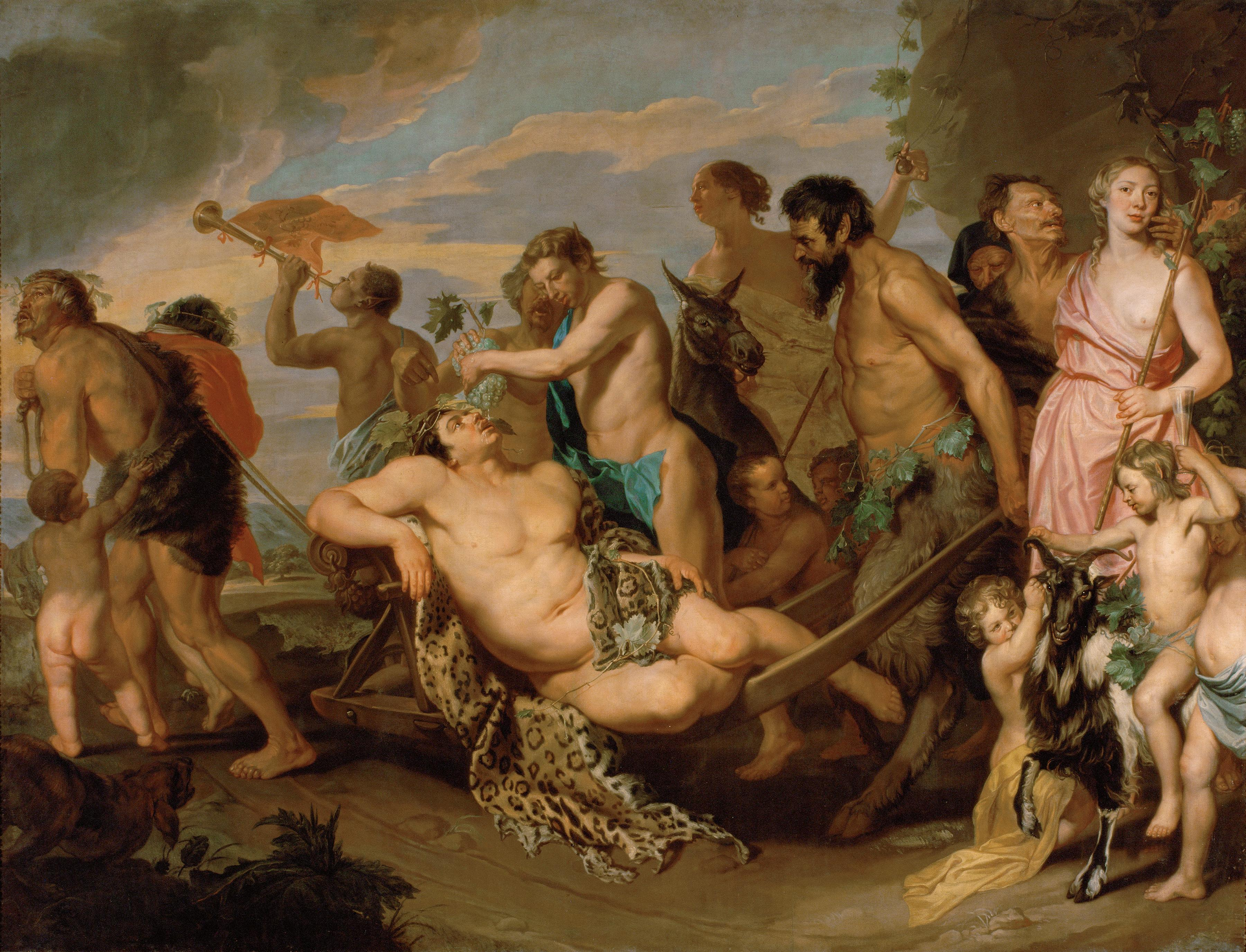
پیروزی باکوس (۱۶۵۰) ، موزه Kunsthistorisches ، وین.
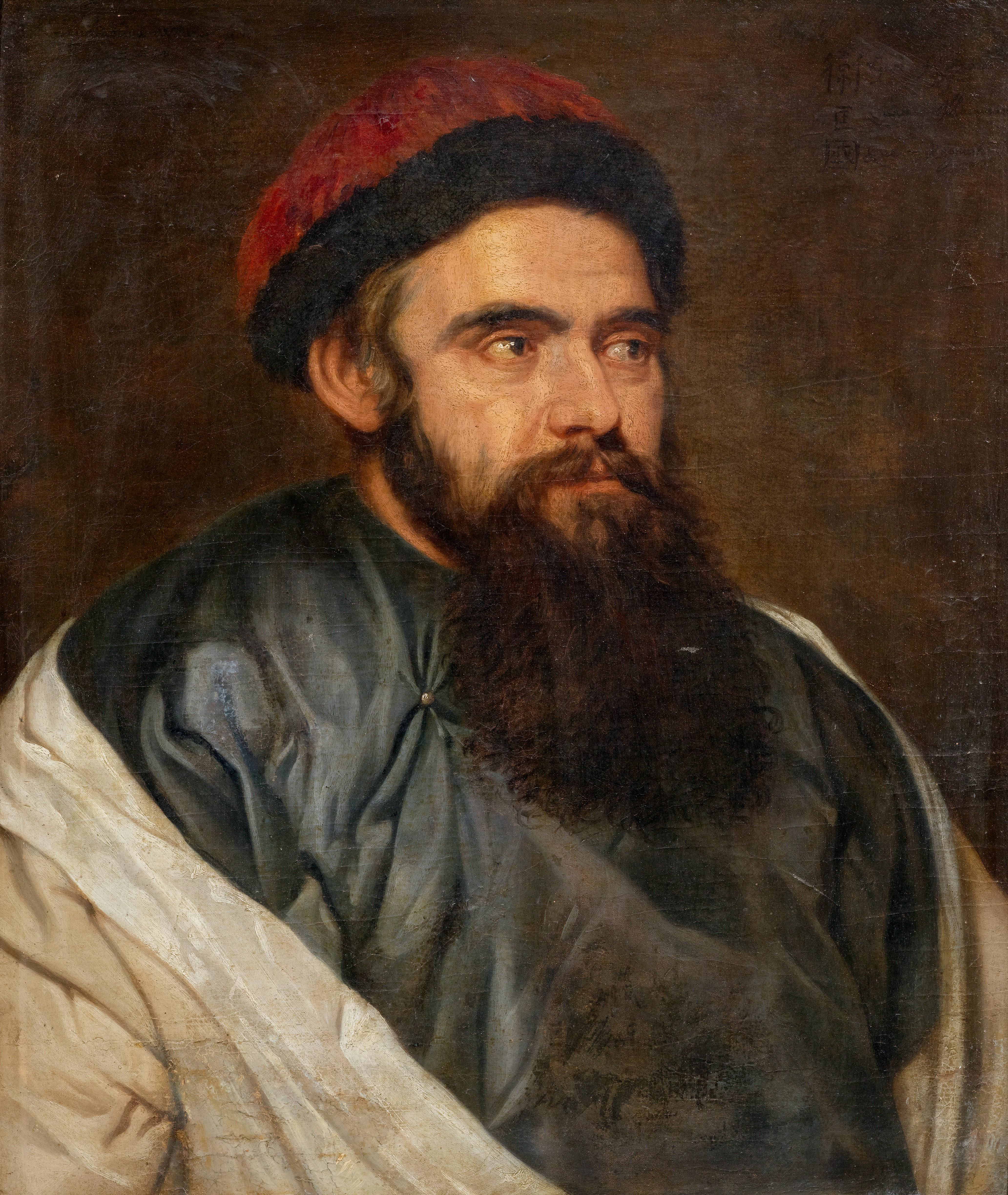
پرتره مارتینو مارتینی (۱۶۵۴) ، مجموعه خصوصی
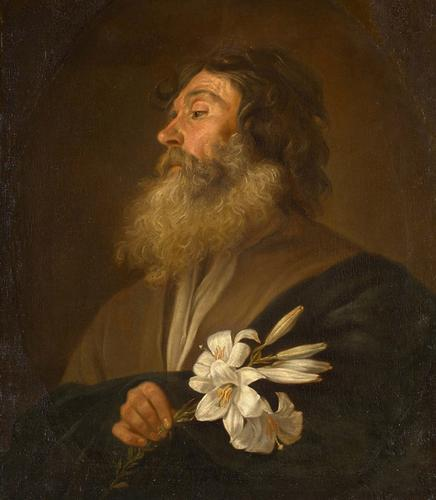
سنت جوزف ، نیلوفرهای سفید را نگه می‌دارد (۱۶۵۰) ، موزه Kunsthistorisches ، وین.
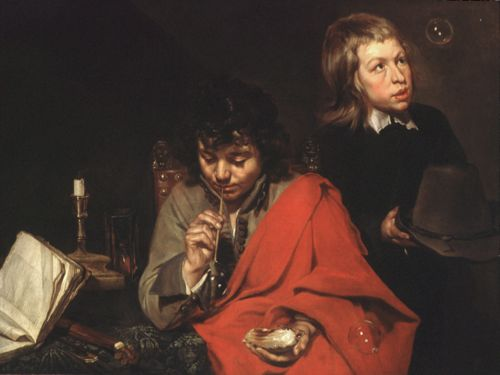
دو پسر در حال حباب دمیدن (بین ۱۶۴۰ تا ۱۶۵۰) ، موزه هنر سیاتل ، سیاتل.
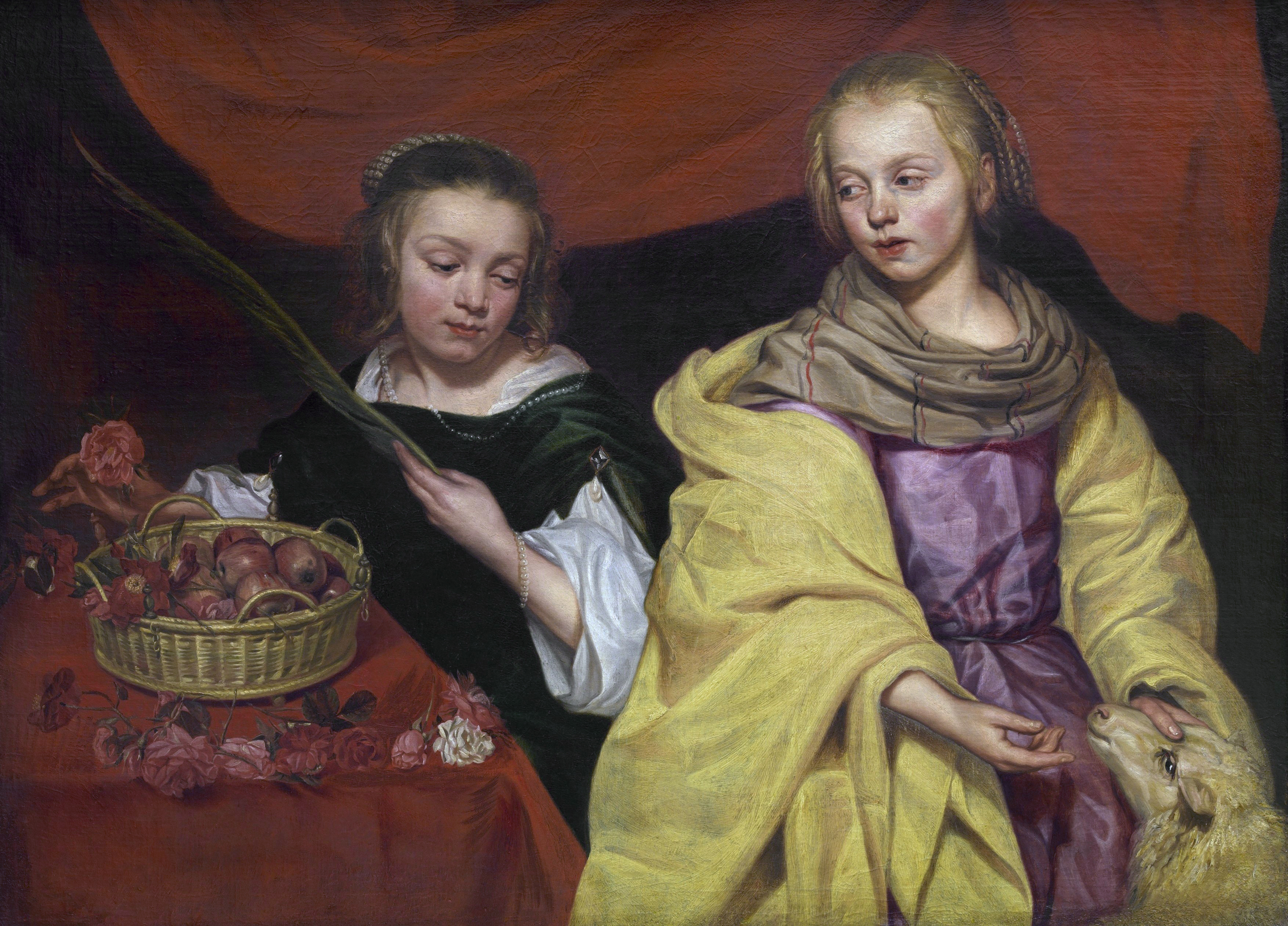
دو دختر با نام‌های سنت آگنس و سنت دوروته ، موزه سلطنتی هنرهای زیبا آنتورپ.
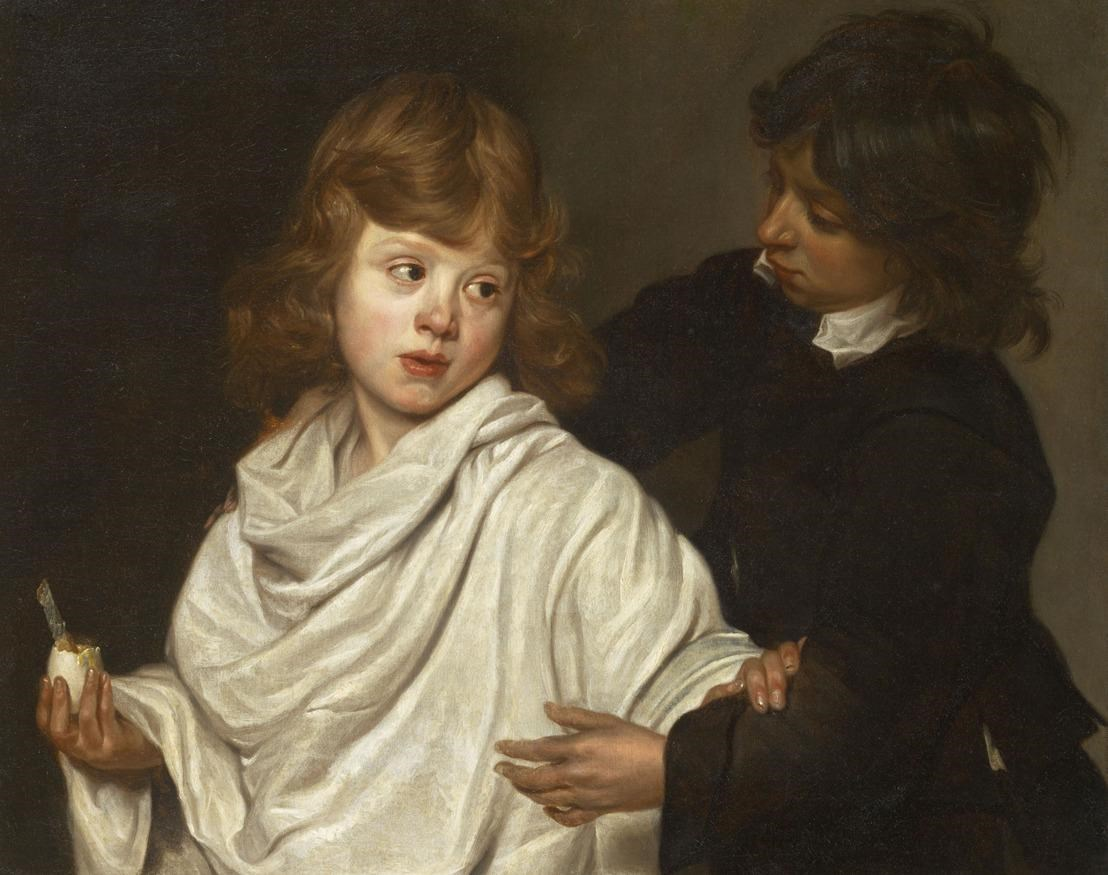
هر یک از خودش (Elk zijn meug)، بنیاد فوبوس
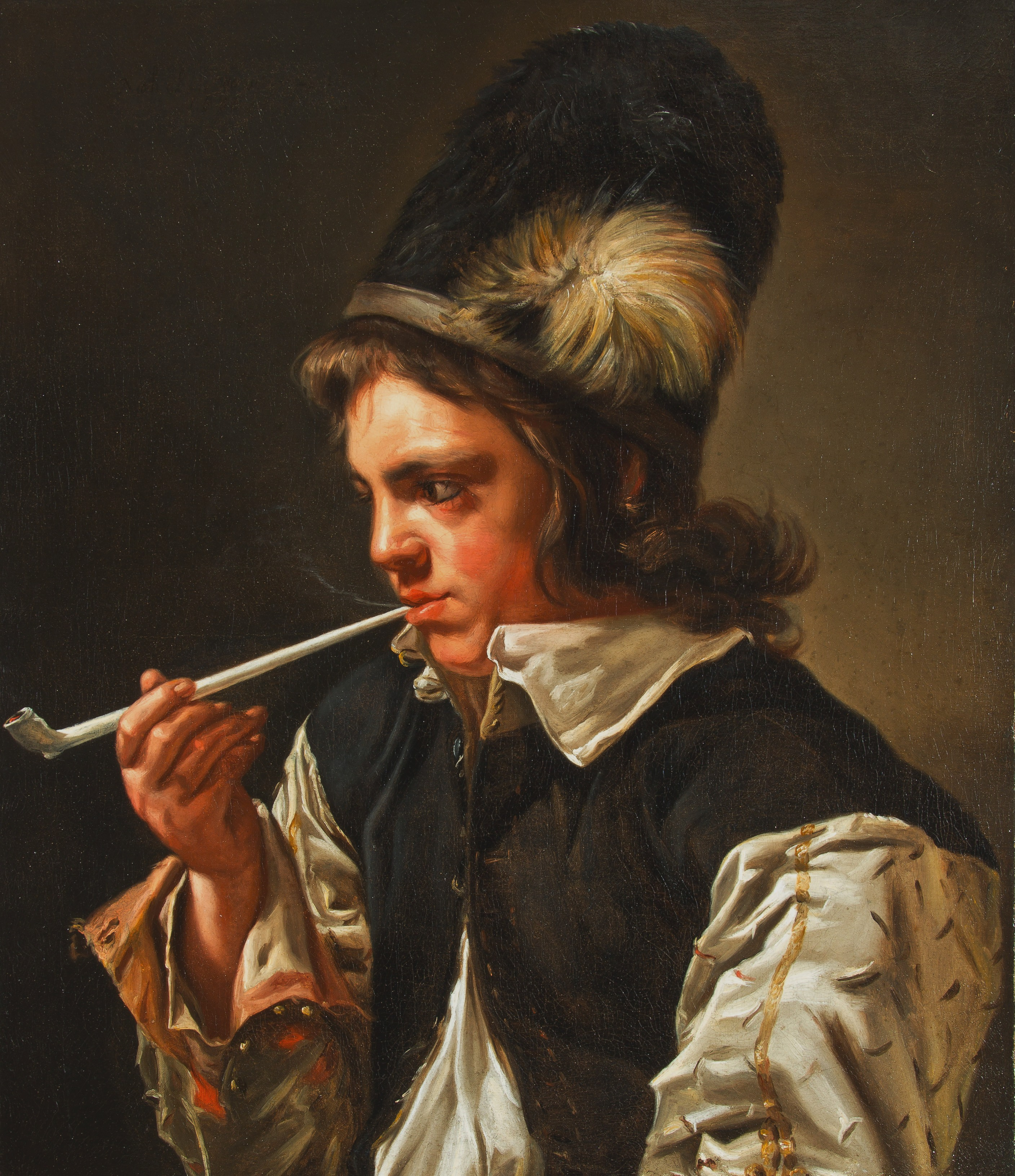
جوانی که در حال کشیدن پیپ (حدود ۱۶۵۹) ، مجموعه خصوصی
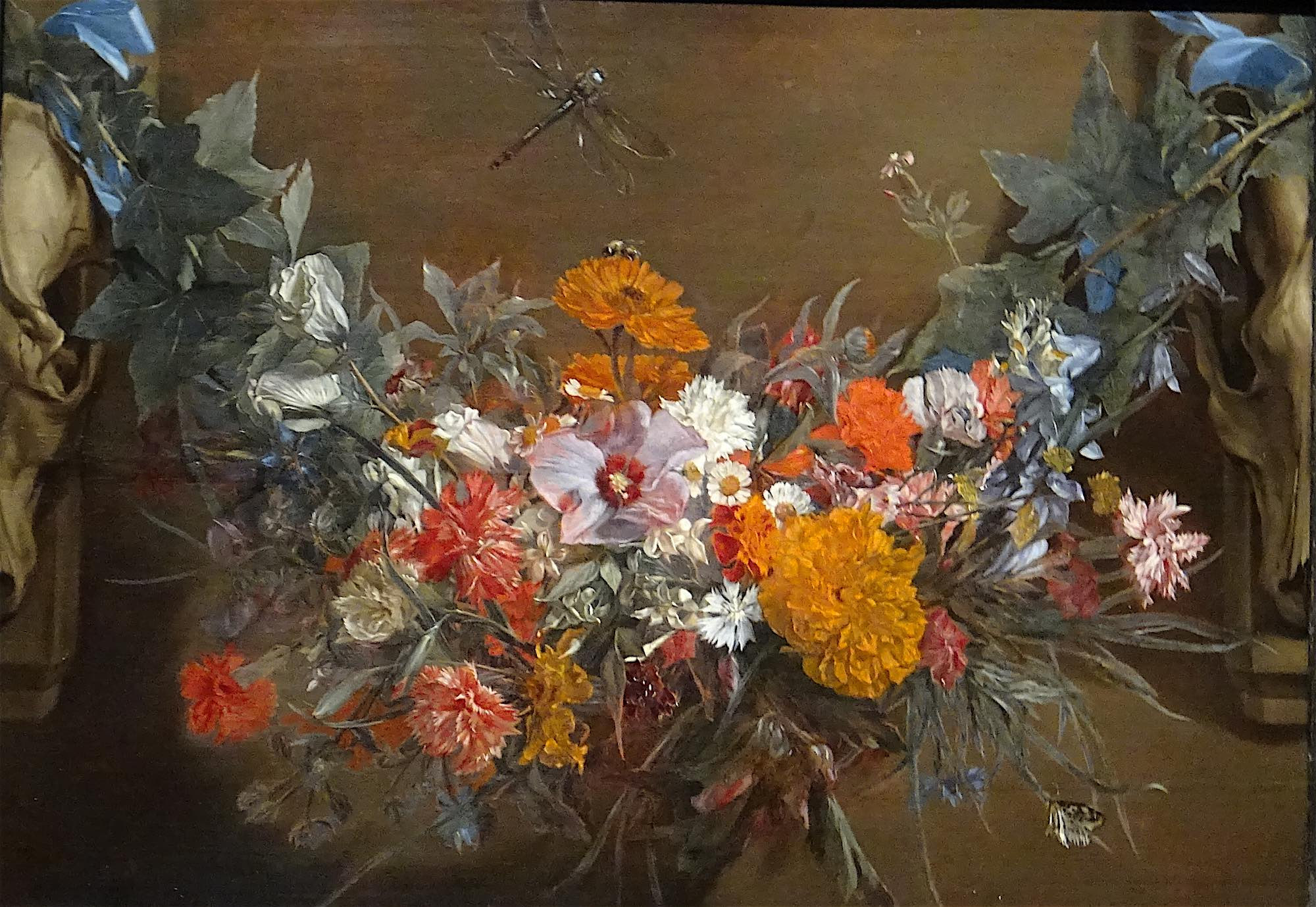
گل گارلند با سنجاقک ، مجموعه خصوصی

## بزرگداشت
در ۱۸ ژوئن ۲۰۱۹، Wautier توسط Google Doodle جشن گرفت.